# 海岸通停留場
海岸通停留場（日语：／ Kaigan-dori teiryūjō */?），又稱海岸通電車站，是位於廣島縣廣島市南區宇品海岸二丁目，廣島電鐵宇品線的電車站。車站編號為U16。

## 歷史
此電車站在1935年（昭和10年）12月啟用，但是宇品線在此日之前已經於此地段建設了終點站宇品停留場（日语：／）。
在1912年（大正元年），宇品線紙屋町停留場至御幸橋停留場之間開通。在1915年（大正4年），路線延伸至宇品地區。當時的路軌從御幸橋的東邊南下，沿宇品地區西堤防前往堤防的南端附近轉入東邊。於海岸通宇品棧橋（現時：廣島市營棧橋）設置終點站。當時在終點站東邊為國鐵宇品線的宇品站。
在1935年（昭和10年），宇品線御幸橋至宇品之間區間遷移至新線，新線途經新街道（宇品通）上。新線從御幸橋前往皆實町後南下，沿宇品通上前進，直至在棧橋前轉入西邊，在海岸通上向西前進，直至隨近西堤防的南端附近為止。在新線開通後，宇品停留場便廢止，取而代之在開設此電車站。此電車站與宇品停留場都是位於棧橋前，當時電車站名為宇品棧橋前停留場（日语：／）。隨後在1942年（昭和17年）一度廢止。於戰後1950年（昭和25年）重啟，當時電車站名稱為海岸通停留場。在2002年（平成14年），隨著廣島南道路進行工程，電車站向北遷移0.1公里。另外，宇品線使用新線後，於1952年（昭和27年）曾經設有競輪場入口停留場，該電車站是臨時車站，當舉行賽單車活動時才營業，隨著海岸通停留場遷移，競輪場入口停留場便廢止。
- 1915年（大正4年）4月3日 - 宇品線御幸橋東詰至宇品之間開通，宇品停留場啟用。當時為終點站[4]。
- 1935年（昭和10年）12月27日 - 御幸橋東詰至宇品之間改經新線。宇品停留場廢止，同時問設宇品棧橋前停留場[4]。
- 1942年（昭和17年） - 電車站廢止[9]。
- 1950年（昭和25年）12月1日 - 電車站重啟，當時電車站名稱為海岸通停留場[4]。
- 2002年（平成14年）8月31日 - 隨著國道2號廣島南道路（日语：広島南道路）和高速道路廣島高速3號線進行工程。電車站向宇品五丁目遷移約100米[8]。只於廣島賽單車設有活動時營業的競輪場入口停留場同時廢止[8]。

## 電車站構造
電車站是建造在共用行車道上。電車站設有2面2線的相對式低地台月台，路線向南北兩邊延伸。電車線東邊是廣島港方向的下行月台，西邊是廣島站和紙屋町方向的上行月台。兩座月台南邊設有行人過路處。兩座月台均設有上蓋。
在電車站靠近廣島港一方設有渡線。在毎年7月於廣島港舉行「廣島港夢煙花大會」時，設有臨班班次於此電車站折返，當時電車便會使用該渡線。此電車站沒有車站職員當值，但是舉行煙火大會當天會有許多職員於此站當值。
位於路軌上的宇品通比較狹窄，曾經在此電車站中沒有安全島，當時沒有月台，只在道路上劃分了乘車處。在宇品三丁目停留場曾經因此月台結構發生交通事故，因此此電車站在1994年（平成6年）8月尾設置了安全島。

### 運行系統
此電車站是宇品線電車站之一。0、1、3、5系統會駛入此站。
| 下行月台 | 1号線 · 3号線 · 5号線 | 前往廣島港           |
| 上行月台 | 0号線                 | 前往廣電本社前       |
| 上行月台 | 1号線                 | 經紙屋町前往廣島站   |
| 上行月台 | 3号線                 | 前往廣電西廣島       |
| 上行月台 | 5号線                 | 經比治山下前往廣島站 |

## 電車站周邊
電車站西邊和北邊都是住宅區。電車站東邊和南邊是與廣島港相關的港灣設施，以及企業的辦公大樓與倉庫群。
- 廣島單車館（日语：広島競輪場）
- 宇品體育館
- 廣島信用金庫（日语：広島信用金庫）宇品分店
- Dio（日语：大黒天物産）宇品店
- 大龜宇品店
- 廣島海上大廈
- 廣島市營棧橋
- 廣島市南消防署（日语：広島市消防局）水上出張所
- 廣島縣廣島港灣振興事務所
  - 舊廣島縣港灣事務所（日语：旧広島県港湾事務所）（被爆建築物）
- 廣島港灣合同廳舍
  - 第六管區海上保安本部
    - 第六管區情報通信管理中心（日语：第六管区情報通信管理センター）

  - 廣島海上保安部
  - 廣島檢疫所（日语：検疫所）
  - 海上保安協會（日语：海上保安協会）廣島地方總部
  - 神戶植物防疫所（日语：植物防疫所）廣島分所
  - 廣島地方海難審判所（日语：広島地方海難審判所）
  - 神戶稅關廣島稅關分署
- 中國地方整備局（日语：中国地方整備局）廣島港灣、機場整備事務所
- 廣島海員會館
- 宇品波止場公園

## 相鄰電車站
廣島電鐵
■宇品線
宇品五丁目（U15）－海岸通（U16）－元宇品口（U17）

## 注腳
1. 1 2 3 4 5 6 7  川島令三. . 【図説】 日本の鉄道. 第7巻 広島エリア. 講談社. 2012: 15・81頁. ISBN 978-4-06-295157-9 （日语）.
2. 1 2 3 4 5 6 7 8  今尾惠介（監修）. . 11 中国四国. 新潮社. 2009: 18・38頁. ISBN 978-4-10-790029-6.
3. ↑  . 広島電鉄. 2012: 49} （日语）.
4. 1 2 3 4 5 6 7 8  《広電が走る街 今昔》150-157頁
5. 1 2  《広電が走る街 今昔》82-85頁
6. 1 2 3 4  《広電が走る街 今昔》91-95頁
7. ↑   (新闻稿). 広島電鉄. 2002-08-19  [2016-09-22]. （原始内容存档于2015-05-02） （日语）.
8. 1 2 3  . RAIL FAN (鐵道友之會). 2002-11-01, 49 (11): 25 （日语）.
9. ↑  『広電が走る街 今昔』では6月、『日本鉄道旅行地図帳』では5月。
10. ↑  川島令三.  中国篇 2. 草思社. 2009: 103・109頁. ISBN 978-4-7942-1711-0 （日语）.

## 外部連結
- 海岸通 | 電車情報：電停指南 （页面存档备份，存于）（日語） - 廣島電鐵